# گوه‌دد
گوه‌دد (نام علمی: Gomphotheriidae) نام یک تیره از راسته خرطوم‌داران است که از حدود ۱۲ میلیون سال پیش تا حدود ۶۰۰۰ سال پیش می‌زیستند. سنگوارههای آنان تاکنون در آمریکای شمالی، آمریکای جنوبی، اروپا و آسیا کشف شده‌است. این جانوران شباهت ظاهری زیادی به فیل‌های امروزین داشتند ولی از خانواده فیلان نبودند بلکه گروهی جدا محسوب می‌شوند.

## انقراض

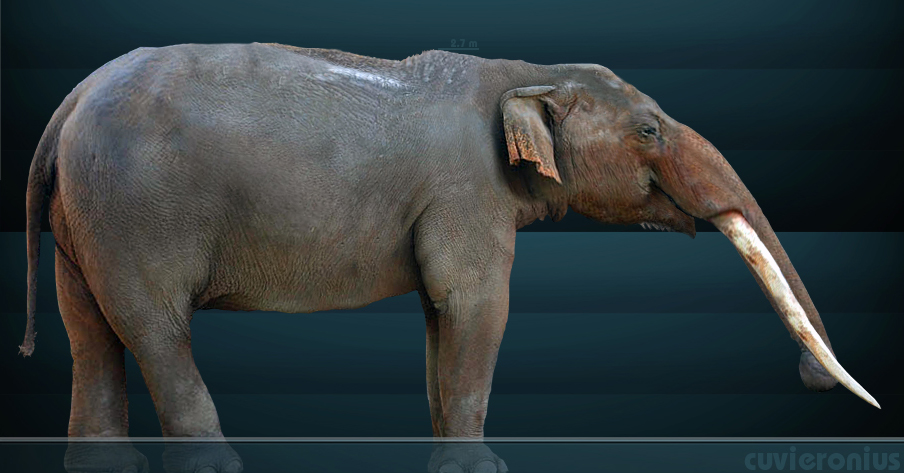
تصویرسازی Cuvieronius از آخرین گونه‌های گوه‌دد

از حدود ۵ میلیون سال پیش ماموتها به تدریج جایگزین گوه‌ددها در بیشتر زیستگاههایشان شدند. آخرین بازماندگان تبار گوه‌دد که ساکن آمریکای جنوبی بودند احتمالاً به دلیل شکار توسط انسان تا حدود ۶۰۰۰ سال پیش به‌طور کامل منقرض شدند.